# Tukulti-Ninurta II
Sauf précision contraire, les dates de cet article sont sous-entendues « avant l'ère commune » (AEC), c'est-à-dire « avant Jésus-Christ ».
Tukulti-Ninurta II (Tukultī-Ninurta, « Ninurta (est) mon soutien ») fut roi d'Assyrie de 891 à 884
Il est le fils et successeur d'Adad-nerari II, et il poursuit la politique énergique de son père contre les royaumes voisins. Son court règne n'est cependant pas marqué par des gains territoriaux, mais une consolidation du royaume assyrien et la confirmation de puissance hégémonique sur la Haute Mésopotamie.

## Campagnes militaires

L'empire assyrien à l'époque de la reconquête (934-830 av. J.-C.) : en foncé, les territoires dans la mouvance assyrienne au début de la période ; en clair, les territoires incorporés à l'empire à la fin de la période.

Ses premières campagnes, peu documentées, se font vers l'est du royaume, en direction du Zagros, vers les pays de Kirruri, Hubushkia et Gilzanu, qui fournissent l'Assyrie en chevaux. La principale campagne militaire de son règne, datée de 885, est une vaste tournée visant à faire une démonstration de force de la puissance assyrienne dans la Djézireh, de la même manière que son père l'avait fait avant lui. Il se dirige d'abord vers le sud, aux marges du royaume de Babylone (Dur-Kurigalzu, Sippar), puis remonte l'Euphrate et reçoit le tribut du pays de Suhu, plutôt traditionnellement dans la mouvance babylonienne. Il passe ensuite par Terqa (Tell Ashara), où a été mise au jour une inscription, largement illisible, qui lui est attribuée. Puis il remonte le Khabur, jusqu'à Nasibina, un vassal de l'Assyrie, et prend la direction de l'ouest, jusqu'à Huzirina (Sultantepe) située sur le Balikh, et rejoint l'Euphrate. Il va jusqu'en Cappadoce, où il affronte les Mushki. Sa campagne est également émaillée de plusieurs expéditions de chasse.

## Constructions
Il reconstruit la muraille d'Assur, ainsi que la terrasse du palais et des temples, et aussi à Kahat (Tell Barri). Le site de Qadhiah, au nord de Ninive, a livré des inscriptions indiquant que Tukulti-Ninurta II y avait érigé un palais, et que le lieu s'appelait Nemed‐Tukulti‐Ninurta, ce qui pourrait constituer un projet annonciateur de ce que fait son fils Assurnasirpal II à Nimroud, mais seuls des fragments de statues de taureaux, des traces de pavages avec des fragments de poteries y ont été identifiés, avant que le site ne soit détruit afin d'y construire un lac et un palais pour Saddam Hussein.
Son fils Assurnasirpal II lui succède.